# Paus Bonifatius VIII

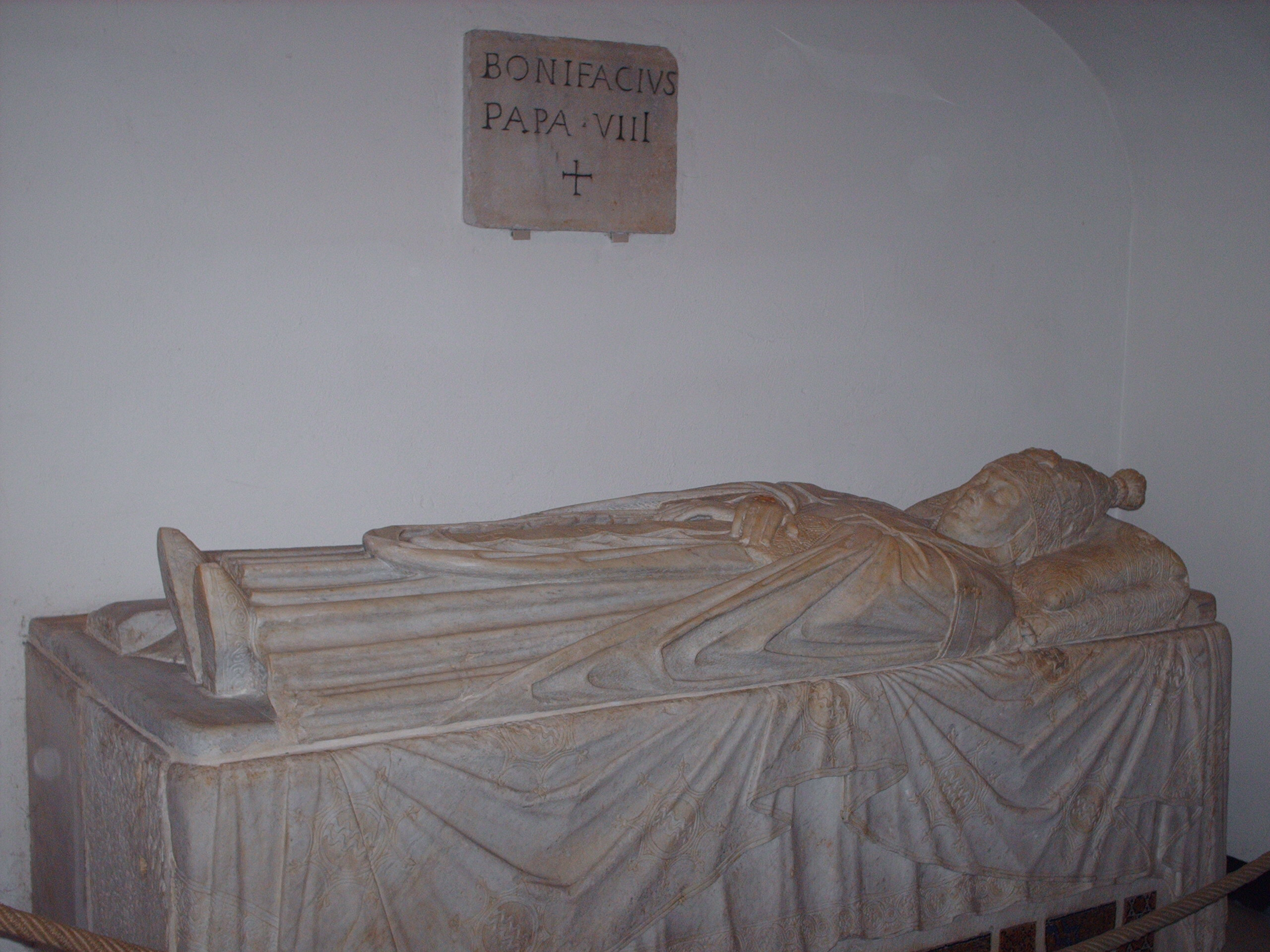
Tombe van Bonifatius VIII onder de Sint-Pietersbasiliek

Bonifatius VIII, geboren als Benedetto Gaetani (Anagni, 1235 – Rome, 11 oktober 1303) was paus van 1294 tot 1303. Hij is een van de bekendste middeleeuwse pausen, was een beroemd jurist en een energieke persoonlijkheid. Zijn claim op de hoogste positie binnen Europa bracht hem in ernstig conflict met Filips de Schone van Frankrijk.

## Opkomst
Benedetto Gaetani was lid van een adellijke familie in de Campagna. Hij studeerde in Bologna zowel Romeins als canoniek recht. Hij werd belast met diplomatieke missies in Frankrijk en Engeland. In 1281 werd hij kardinaal. In 1294 volgde hij de geabdiceerde paus Celestinus V op toen het conclaaf hem al na elf dagen tot paus had gekozen. Om moeilijkheden van vooral de zijde van de spiritualen te voorkomen, hield Bonifatius VIII zijn voorganger tot diens dood in verzekerde, kloosterlijke bewaring in het kasteel van Fumone. Bijgestaan door twee monniken van zijn orde stierf Celestinus daar op 81-jarige leeftijd.

## Optreden
Met de bul Clericis laicos van 1296 probeerde hij de Franse koning het recht te ontnemen om belastingen te eisen van geestelijken ter financiering van diens oorlog tegen Engeland. De koning had de uitvoer van goud en zilver vanuit Frankrijk naar Rome verboden. Als gebaar van verzoening verklaarde de paus in 1297 de Franse koning Lodewijk IX heilig.
Door zijn voortdurende bemoeienissen met wereldse zaken raakte hij ook in conflict met rooms-koning Albrecht I en met de invloedrijke Romeinse familie Colonna.
In 1301 vaardigde Bonifatius VIII de bul Unam sanctam uit in de context van het conflict met Filips IV van Frankrijk. Het bevat een zeer scherp standpunt ten aanzien van de suprematie van de pausen, aangezien erin gesteld werd dat het voor ieder menselijk schepsel noodzakelijk was voor zijn redding zich te onderwerpen aan de paus. Bonifatius was intussen ook in conflict geraakt met de invloedrijke familie Colonna en had zich teruggetrokken in een slot in Anagni, zijn geboortestad.
Filips IV reageerde op de bul door de paus te beschuldigen van moord op zijn voorganger, waarop de paus hem in 1303 excommuniceerde. Daarop gaf Filips Guillaume de Nogaret opdracht de paus gevangen te nemen. Samen met Sciarra Colonna, uit de familie waarmee de paus ruzie had, trok Nogaret naar Anagni, waar Bonifatius gevangen werd genomen, maar na drie chaotische dagen werd bevrijd door de burgers van Anagni. De schok ten gevolge van deze gewelddaad was echter dodelijk en een maand later stierf Bonifatius. Zijn opvolger werd paus Benedictus XI.

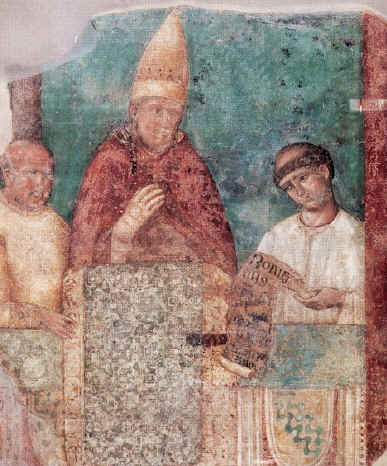
Paus Bonifatius VIII wijdt het jubeljaar 1300 in, fresco van Giotto

In 1298 had Bonifatius VIII het Liber Sextus uitgevaardigd, een verzameling van pauselijke decretalen – vonnissen in briefvorm – als vervolg op het eerdere kerkelijk wetboek, het Liber Extra van Gregorius IX uit 1234. Met de bul Super cathedram perkte hij het recht van de bedelorden in om te preken en biecht te horen. Zo verminderde hij wrijving tussen hen en seculiere priesters. Hij stichtte in 1303 de eerste universiteit van Rome.
Bonifatius VIII wees 1300 aan als Heilig Jaar, de eerste maal dat een jaar als heilig werd bestempeld.
Een maand voor zijn overleden werd Bonifatius VIII het slachtoffer van een gijzeling: het was de Gijzeling in Anagni. Sciarra Colonna uit Lazio en Guillaume de Nogaret uit Frankrijk met hun soldeniers pakten hem hard aan in zijn kasteel in Anagni. De paus weigerde af te treden.
Na Bonifatius' dood werd op aandringen van de Franse koning een proces tegen hem geopend wegens ketterij. Het Concilie van Vienne (1311-1312) besloot echter dit proces niet voort te zetten.

## Wetenswaardigheid
Dante Alighieri liet in het eerste deel van De goddelijke komedie (die na 1303 geschreven is, maar in 1300 speelt) paus Nicolaas III vanuit de hel voorspellen dat Bonifatius eveneens naar de hel gaat.

## Werk
- Liber sextus Decretalium (1298)